# Oedaleus abruptus
Oedaleus abruptus är en insektsart som först beskrevs av Carl Peter Thunberg 1815.  Oedaleus abruptus ingår i släktet Oedaleus och familjen gräshoppor. Inga underarter finns listade i Catalogue of Life.